# Bukovina u Přelouče
Pour les articles homonymes, voir Bukovina.
Bukovina u Přelouče (en allemand : Bukowina) est une commune du district et de la région de Pardubice, en République tchèque. Sa population s'élevait à 87 habitants en 2024.

## Géographie
Bukovina u Přelouče se trouve à 8 km à l'ouest de Heřmanův Městec, à 19 km au sud-ouest de Pardubice, à 35 km au sud-ouest de Hradec Králové et à 82 km à l'est de Prague.
La commune est limitée par Turkovice au nord-ouest et au nord, par Holotín à l'est, par Hošťalovice au sud, et par Podhořany u Ronova au sud-ouest.

## Histoire
La première mention écrite du village date de 1436.

## Transports
Par la route, Bukovina u Přelouče se trouve à 7 km de Heřmanův Městec, à 15 km de Čáslav, à 18 km de Chrudim, à 23 km de Pardubice et à 109 km de Prague. 